# Гнилые времена
«Гнилые времена», или «Другое время» (англ. Another Period) — американский псевдоисторический ситком, созданный Наташей Леджеро и Рики Линдхоум.

## Сюжет
1901 год, Ньюпорт, США. Семейство Белакорт лишь на первый взгляд выглядит благородно и пристойно. Но за закрытыми дверями их роскошного особняка скрываются самые порочные тайны —  блуд, мужеложство, инцест, а также сопровождающие их сплетни и интриги.
Отец семейства находится в сексуальном рабстве у служанки, сёстры Беатрис и Лилиан изменяют мужьям и закрывают глаза на воспитание детей, а мужья тем временем предаются плотским утехам в объятиях друг друга.

## В ролях

### Семейство Белакорт
- Наташа Леджеро — Лилиан Эбигейл Белакорт, средняя по старшинству дочь, эгоистичная, алчная, хитрая и находчивая нимфоманка желающая быть популярной и известной; имеет чихуахуа по кличке Малышка Мэр
- Рики Линдхоум — Беатрис Белакорт, младшая дочь, сестра-близнец Фредерика, с которым вовлечена в инцест, одновременно и гениальна, и глупа, имеет садистские наклонности и обожает холодное оружие
- Джейсон Риттер — Лорд Фредерик Белакорт, наследник семейства, брат-близнец Беатрис, с которой вовлечён в инцест, невероятно глуп и наивен, ведёт гедонистический образ жизни как и младшие сёстры; после женитьбы на Сельдерее Савой был устроен Сенатором от Род-Айленда, после чего стал Вице-президентом США при Теодоре Рузвельте, а в эпилоге Президентом США
- Артемис Пебдани (пилотный эпизод), Лорен Эш (сезон 1), Лорен Флэнс (сезон 2), Донна Линн Чаплин (сезон 3) — Гортензия Джефферсон Белакорт, старшая дочь, нелюбимый ребёнок в семье, феминистка и суфражистка
- Пэйджет Брюстер — Доротея «Додо» Белакорт, жена Коммондора, зависимая от морфия
- Дэвид Кокнер  — Коммондор Белакорт, глава семейства, магнитный магнат, сексуальный раб проститутки Селин
- Брайан Хаски — Виктор Шмеммехорн-Фиш V, муж Лиллиан, баварец, вовлечён в гомосексуальный отношения с Альбертом, дядя Адольфа Гитлера
- Дэвид Уэйн — Альберт Доунси-младший, муж Беатрис, вовлечён в гомосексуальный отношения с Виктором
- Мисси Пайл — Сельдерея Савой Белакорт, жена Фредерика, имеет сестру Цикорию, использует Фредерика для получения высокого статуса в обществе, на протяжении сериала становится Вице-леди и Первой леди

### Слуги
- Майкл Иан Блэк — Пиперс, он же Митчелл Б. Странник Духа, старший дворецкий, был воспитан индейцами, предан семейству, обожает порядок во всём и безответно влюблён в Додо, законный опекун Бланш
- Армен Вайцман — Гарфилд Леопольд Макгилликати, младший дворецкий до разжалования в чистильщики картофеля, был забран из приюта Пипперсом, наивно любит семейство
- Бретт Гельман — Хэмиш Крассус, смотритель в поместье, используется для любой грязной работы, невежественный, грубый и глупый брат Коммондора, еврей; был знаком с Селин до её прихода в поместье, шантажирует её
- Кристина Хендрикс — Селин/Стул, элитная проститутка, вовлекла Коммондора в сексуальное рабство, после чего он её устроил служанкой в поместье; в ходе её интриг, почти становится леди Белакорт, но в финале второго сезона бросает Коммондора из-за его банкротства, родила сына Кермита от Коммондора
- Бет Довер — Бланш, психически неуравновешенная служанка, не раз попадавшая в психиатрическую лечебницу, подопечная Пипперса, родила сына Мюррея от санитара, была вадана замуж за доктора Голдберга
- Элис Хантер — Флобель, новая служанка на замену Селин, впечатлила Пипперса на приёме на работу, подняла мятеж в поместье, исполняла обязанности дворецкого вместо Гарфилда в отсутствие Пипперса, сильная и независимая женщина
- Моше Кошер — доктор Голдберг, врач, нанятый для ухода за Альбертом, канадский еврей, пансексуал, женился на Бланш для получения гражданства

### Известные личности эпохи
- Джаред Бриз — Адольф Гитлер
- Майк О'Коннел — Теодор Рузвельт
- Майкл Уэлш — Франклин Делано Рузвельт
- Джун Дайан Рафаэль — Элеонора Рузвельт
- Билли Мерритт — Уильям Тафт
- Мэтт Бессер — Лев Троцкий
- Рави Патель — Махатма Ганди
- Стивен Тоболовски — Томас Эдисон
- Джош Фейдем — Чарли Чаплин
- Джил Озери — Гарри Гудини
- Рич Фулчер — Марк Твен
- Мэтт Гурли — Альберт Эйнштейн
- Крис Парнелл — Зигмунд Фрейд
- Пол Шир — Пабло Пикассо
- Седрик «Развлекатель» — Скотт Джоплин
- Бебе Дрейк — Гарриет Табмен
- Шашанна Стерн — Хелен Келлер
- Кейт Флэннери — Энн Салливан
- Бен Стиллер — Чарльз Понци
- Тим Хайдекер — Эндрю Карнеги
- Винсент Родригес III и Джимми О. Ян — Чанг и Энг Банкеры

## Производство
Сериал вышел на экраны 23 июня 2015 года на канале Comedy Central и был представлен как смесь из реалити-шоу «Семейство Кардашьян» и  классического британского проекта «Аббатство Даунтон».. Первый сезон состоял из 10 эпизодов. 5 июня 2016 года состоялась премьера второго сезона. В мае того же года было объявлено о работе над третьей частью.